# Grenelle de la mer
Pour les articles homonymes, voir Grenelle.
Le Grenelle de la mer est une démarche publique de réflexion et de négociation entre l'État français, les élus, les acteurs économiques et professionnels concernés par la mer et la société civile organisée par le ministère français chargé du développement durable et de la mer, sur le modèle du « Grenelle de l'environnement » de 2007.
Les quatre tables-rondes finales se sont tenues les 10 et 15 juillet 2009 et ont retenu plusieurs centaines de propositions, dont le développement d'un réseau d'aires marines protégées sur 20 % de la zone économique exclusive française avant 2020, la création d'une grande école des métiers de la mer ou encore le développement des « autoroutes de la mer ».
Un Livre bleu des engagements du Grenelle de la mer regroupe les propositions retenues après les tables-rondes finales du 10 et 15 juillet 2009.

## Étymologie
Le mot « Grenelle » renvoie aux accords de Grenelle de mai 1968, et désigne par analogie un débat multi-partie réunissant des représentants du gouvernement, d'associations professionnelles et d'ONG.

## Histoire
La filiation du Grenelle de la mer est double. Tout d'abord, la démarche s'inscrit dans la volonté de doter la France d'une politique maritime à la hauteur de ses atouts et de son histoire, une politique véritablement transversale et intégrant l'environnement, les transports, la recherche, l'urbanisme et la pêche. Les grandes lignes de ce projet ont été définies par le rapport POSEIDON, « Une ambition maritime pour la France », publié par le Centre d'analyse stratégique (CAS) le 5 décembre 2006.
Ensuite, le Grenelle de l'environnement, lancé en 2007, incluait deux comités opérationnels (ComOps) concernant directement ou indirectement la mer : « Gestion intégrée de la mer et du littoral » et « Outre-mer » . Lors des travaux, ces groupes de travail ont eux-mêmes considéré qu'élaborer des propositions pertinentes pour la protection de la mer nécessitait plus de temps et un groupe de travail ad hoc. La réflexion engagée était par ailleurs centrée sur la protection de l'environnement, alors que la politique maritime nécessitait une approche beaucoup plus transversale et notamment économique, dans un objectif de développement durable.
Annoncé le 27 février 2009 par Jean-Louis Borloo, ministre du Développement durable et de la mer, le Grenelle de la mer a pour la première fois sur la mer réuni des représentants de l'État, des collectivités territoriales, des grands acteurs de l’économie maritime et de la société civile pour « définir une feuille de route en faveur de la mer, du littoral et de la promotion des activités maritimes dans une perspective de développement durable ».
Le volet national du Grenelle de la mer proprement dit s'est achevé le 15 juillet 2009 avec la publication des 137 engagements du Livre bleu.
Chaque fois que nécessaire, Jean-Louis Borloo a alors confié à des ComOps (comités opérationnels) le soin d'approfondir ces engagements. 18 comops ont été mis en place, dont deux missions parlementaires (FIPOL et démantèlement des navires) : ComOp Fiscalité présidé par Jean-Michel Charpin, ComOp Évaluation, études d'impact présidé par Jean-Yves Perrot, président de l'Ifremer, ComOp Recherche présidé par Françoise Gaill, directrice de l'Institut écologie et environnement du CNRS...
Le 16 avril 2010, 7 des 18 comités opérationnels (ComOps) ont rendu leurs rapports au ministre chargé de l'Écologie. Les autres ont été rendus entre septembre 2010 et décembre 2011.
Le suivi et la coordination du travail des comités opérationnels étaient assurés par le Commissariat général au développement durable (CGDD), et plus particulièrement par l'équipe de Catherine Larrieu, et au cabinet ministériel de Jean-Louis Borloo puis de Nathalie Kosciusko-Morizet qui lui a succédé, par Éric Banel, conseiller maritime et corapporteur du premier rapport sur la politique maritime de la France en 2006, dit rapport « Poséidon ».

## Enjeux
Le site internet gouvernemental dédié au Grenelle de la mer y reconnaît, outre les enjeux sociaux, économique et environnementaux du développement durable, quatre types d'enjeux spécifiques :
Enjeux économiques et territoriauxGrâce à ses territoires d’outre-mer, la France a une Zone économique exclusive (ZEE) de plus de 11 millions de km2 (la seconde au monde pour ce qui est de la superficie).
L’outre-mer constitue 97 % de la ZEE française (et la seule Polynésie française, 47,4 %). Ceci assure à la France une présence, mais aussi une responsabilité partagées avec 30 pays frontaliers de ce territoire ultramarin, dans 3 grands océans (Atlantique, Pacifique et Indien).
L'océan recèle d'immenses mais souvent fragiles richesses , avérées et potentielles. En particulier, notre alimentation dépend beaucoup pour ses protéines des ressources halieutiques mises à mal par la surpêche. Le gouvernement français reconnaît ces ressources comme « vitales » ; l'océan mondial « fournit environ ¼ de l’approvisionnement mondial en protéines animales et fournit des services écologiques indispensables aux communautés vivantes sur terre, tels que la régulation du climat, des cycles biochimiques ou la production d’oxygène (70 % de l’oxygène vient du phytoplancton) » ;
Enjeux climatiquesl'océan est le « principal réservoir et tampon thermique planétaire. 30 % de l’énergie qui y est stockée est ensuite restituée à l’atmosphère par évaporation sous forme de chaleur latente pour former les nuages. Il joue donc un rôle majeur pour le climat et la pluviométrie dont dépendent l'agriculture et de nombreuses activités humaines. » Il renferme aussi des quantités importantes d'hydrates de méthane, qui pourraient accélérer brutalement le réchauffement si elles étaient libérées.
Les calottes glaciaires, qui semblent fondre de manière accélérée, jouent aussi « un rôle fondamental dans la situation géoclimatique de la "planète bleue" » ;
Enjeux de biodiversitéLa biodiversité est le fondement des richesses auto-entretenues des océans. Via les oiseaux marins, les estuaires et certaines espèces dites anadromes (migratrices terre-mer) la biodiversité marine n'est pour partie pas limitée aux océans mais elle relie, par de complexes boucles de rétroactions, les espaces marins, saumâtres et terrestres. Cette biodiversité semble en régression dans de nombreuses zones marines. Des grands cétacés aux espèces autrefois considérées comme particulièrement résistantes (thon, tortues marines, anguille d'Europe par exemple), en passant par les coraux, les mangroves, les herbiers marins de zostères, et presque toutes les espèces pêchées, les organismes marins et leurs habitats montrent des signes de dépérissement que les conventions internationales (Ospar, Helcom, Convention de Londres, etc.) ou que Natura 2000 en mer n'ont pu que freiner, malgré un objectif mondial de bloquer la perte de diversité avant 2012 pour le monde (ONU) et 2010 pour l'Europe et la France ;
Enjeux de gouvernanceLa France souhaite s'inscrire dans la dynamique initiée en 2006 par le livre vert de la Commission européenne sur la politique maritime de l'Union et se doter d'une nouvelle stratégie nationale pour la mer. Elle s'est dotée d'une Agence des aires marines protégées mais c'est l'ensemble du dispositif de gouvernance maritime qu'il convient désormais de repenser et de réorganiser, à une échelle pertinente. Parallèlement, dans les suites du Grenelle de l'Environnement (Une vingtaine d’engagements concernaient la mer et/ou l’outre-mer (sur un total de 273) est notamment apparu l'idée d'une trame verte et bleue étendue au domaine marin et sous-marin, par exemple évoqué (au colloque national de France Nature Environnement, à Lille, en mars 2009, consacré à la Trame verte et aux dérèglements climatiques). Enfin, la France souhaite aussi contribuer à une meilleure gouvernance de la « haute mer » (espace marin situé hors des zones de juridiction nationale).

## Défis
Les acteurs du Grenelle de la mer ont voulu proposer un cadre et des moyens d'action pour relever trois défis pour partie parfois contradictoires :
- Assurer la place de la France maritime dans le monde et la mettre en mesure d'assumer ses responsabilités  à l’égard du vivant et face aux engagements internationaux de protection ou restauration de la biodiversité et du climat. 
La France, à travers ses outre-mer a en effet la charge de la seconde plus grande barrière corallienne du monde (Nouvelle-Calédonie, après l'Australie) et d'habitats abritant une biodiversité tout à fait exceptionnelle et souvent déjà menacée ou diminuée (nombreuses espèces disparues dans les îles, littoraux et lagons habités, et prolifération d'espèces invasives).
- Mieux connaître la mer et les océans (environ 361 millions de km2, source essentielle de services écologiques vitaux pour les communautés vivantes sur terre, élément majeur de la régulation climatique et des puits de carbone, fonds en grande partie inexplorés, une part importante de la biodiversité, etc.).
- Mieux connaître et suivre son état (pression-état-réponse, ce qui implique de disposer d'indicateurs et de bioindicateurs adaptés et suffisamment renseignés). La mer a longtemps été considérée comme exploitable de manière illimitée et souvent largement surexploitée (surpêche en particulier), et utilisée comme poubelle mondiale (déchets en mer, munitions immergées, épaves non récupérées, exploitations de coraux, guano ou minéraux, forages offshore, clappage de boues de curage, portuaires ou terrestres… sans étude d'impact ni mesure compensatoire, etc.) 
Un des groupes de travail du comité opérationnel « Déchets », proposé et piloté par l’association Robin des Bois travaille a travaillé sur le thème des macro-déchets flottants[4].
- Conforter les activités maritimes et littorales qui sont essentielles à nos économies
(Rien qu'en Europe la mer fait encore vivre environ 4 millions de personnes et est ainsi source d'une richesse estimée 1 154 milliards d’euros de 2009, soit 3 à 5 % du PIB européen, ces chiffres n'incluant pas les services écologiques, inestimable rendus par les écosystèmes marins et littoraux).
 Près de 90 % du commerce mondial se fait par mer, avec par tonne transportée 5 fois moins d’émission de CO2 que par route et 13 fois moins que par avion, en consommant 2 fois moins d'énergie que par fer et 10 fois moins que par route[4]. Mais néanmoins le trafic marchand a connu une croissance telle qu'il est maintenant responsable d'environ 4 % des émissions de gaz à effet de serre. Ce grenelle vise à mieux intégrer l'environnement, la sécurité et le social dans ces activités.

Le gouvernement a pour sa part lancé « en parallèle, une large consultation des Français (dont en outre-mer) » via Internet. Il a fixé en conseil des ministres les objectifs suivants :
- la connaissance du milieu marin et de ses ressources ;
- le développement et la gestion durables d’activités en mer et sur le littoral permettant de répondre aux besoins futurs de l’humanité : énergétiques, alimentaires, pharmaceutiques, commerciaux ;
- la protection de la mer notamment par la prévention et la lutte contre les atteintes à l’environnement marin et la restauration des milieux dégradés ;
- la transition environnementale des activités qui se tiennent en mer et sur le littoral ;
- l’éducation aux « choses de la mer ».

## Les 4 groupes de travail nationaux
Le débat a été organisé autour de 4 groupes de travail thématiques transversaux rassemblant des membres de 5 collèges.
Ces collèges ont pour vocation de représenter les acteurs du développement durable : l’État, les collectivités locales, les ONG, les employeurs et les salariés. ils doivent, avant l’été 2009 écrire un projet de plan incluant des objectifs, des engagements et des mesures concrètes et quantifiables, les plus consensuelles possibles. Ces mesures doivent ensuite être validées par un « comité interministériel de la mer ».

### Principes de fonctionnement
Ces groupes (pouvant si nécessaire se diviser en ateliers) ont été annoncés le 27 février 2009. Ils ont entamé leurs travaux à partir de fin mars 2009 et les ont rendus sous forme de 4 rapports et 4 synthèses en juin 2009 :
- Groupe 1 : « Favoriser le développement harmonieux du littoral en améliorant l’interface terre-mer »
- Groupe 2 : « Promouvoir le développement d’activités maritimes compétitives et soutenables sur le plan environnemental
- Groupe 3 : « Valoriser les métiers de la mer et œuvrer à l’attractivité des activités maritimes »
- Groupe 4 : « Instaurer une nouvelle gouvernance aux niveaux infra-national, national, européen et mondial »

### Les rapports des 4 groupes de travail nationaux et leurs synthèses
- « La délicate rencontre entre la terre et la mer »[8] ;
- « Entre menaces et potentiels, une mer fragile et promesse d’avenir »[9] ;
- « Partager la passion de la mer »[10] ;
- « Planète mer : inventer de nouvelles régulations »[11].

## Résultats: les propositions des groupes de travail
Les 4 tables-rondes finales se sont tenues les 10 et 15 juillet 2009 et ont retenu plusieurs centaines de propositions. Le Livre bleu des engagements du grenelle de la mer regroupe les propositions retenues après les tables-rondes finales de juillet 2009.
Une consultation du public et la possibilité de commenter les propositions pour le public via des forums, ainsi que 18 réunions régionales (tenues par les préfets et les maires), dont 7 en Outre-mer ont été organisées.

### Concernant les macrodéchets flottants ou échoués
Le groupe de travail coordonné par l'ONG Robin des bois a rendu le 7 mai 2009 au gouvernement son rapport intitulé Recommandations pour un plan coordonné de réduction des macrodéchets flottants ou échoués dans les fleuves, les ports, le littoral et en mer. Ce rapport inclut 65 préconisations, dont  notamment celle de demander au Centre de documentation de recherche et d'expérimentations sur les pollutions accidentelles des eaux (Cedre) et à l’IFREMER d'encadrer les évaluations quantitatives et qualitatives des macrodéchets et d’assurer des financements pérennes via le ministère de l'Environnement. La France est notamment invitée à renforcer sa réglementation et signer et ratifier l’amendement 93 à la Convention sur la sécurité des conteneurs et mieux contrôler le registre des ordures que les capitaines de navire de commerce et paquebots devraient tenir et à intégrer l'interception et l'élimination des déchets emportés par les eaux dans les Plans de prévention des risques naturels consacrés aux inondations (avec des dispositifs d’alerte et de collecte des macrodéchets en mer et sur le littoral) et mieux nettoyer les cours d'eau de leurs déchets qui sont transportés en mer via les crues et le courant.

### Concernant la gouvernance[17]
Le groupe no 1 a proposé de restaurer la fonction de ministre de la Mer ou de secrétaire d'état à la Mer (ayant aussi autorité sur le bassin versant pour ce qui concerne ce qui a un impact en aval sur la mer). Le groupe 1 a aussi proposé qu'un conseil BAYLIMER (Conseil des bassins hydrographiques, du littoral et de la mer) soit créé pour développer des stratégies biogéographiquement cohérentes aux échelles bassin versant - littoral - mer (y compris en outre–mer). Il fonctionnerait via une « Conférence BAYLIMER de bassin hydrographique, du littoral et de la mer », avec un « contrat BAYLIMER » signé tous les 7 ans entre les acteurs concernés pour 2014-2021. Un « fonds national BAYLIMER » permettrait de gérer les problèmes de submersion, érosion du littoral, pollution, biodiversité marine et littorale, ressources halieutiques..., via des contrats de projets BAYLIMER. L’agence des aires marines protégées pourrait intégrer de nouvelles missions et compétences (mais il n'y a pas eu consensus sur un projet de création d’agences de l'eau marines et côtières). Une « gestion intégrée de la mer et du littoral » (GIML) pourrait remplacer le principe de la GIZC après que celui-ci a été évalué. Une autre idée est de déterminer des bassins maritimes écologiquement cohérents, comme il existe des bassins hydrographiques terrestres.

### Concernant la connaissance[18]
Le groupe de travail estime qu'il faut mieux vulgariser, mieux connaître et surveiller les écosystèmes (mer, littoral, bassins versants ; état initial et tendances), notamment pour atteindre le « bon état écologique » demandé par la directive-cadre Stratégie pour le milieu marin. Une « Alliance nationale pour les sciences de la Mer » pourrait améliorer la R&D et une recherche en réseau, mutualisant en optimisant ses moyens. Il faut améliorer la cohérence et l’intéropérabilité des systèmes d’information et d’observation existants ou envisagés, et vulgariser l'information (par exemple dans un Tableau de bord des mers françaises et développer de nouveaux moyens et compétences sur l'interface terre-mer, avec des synergies entre acteurs par exemple en coordonnant les moyens nautiques, aériens et littoraux publics et privés, des services portuaires et des acteurs en mer dont marine marchande et nationale (notamment outre-mer). Il faut favoriser l’embarquement de scientifiques qui pourraient mieux travailler avec les pêcheurs et d'autres marins, lancer des expéditions intégrant des activités économiques maritimes, de surveillance-police de l'environnement, de gestion de crise, et de pédagogie… Valoriser et organiser la prise en compte des résultats de la recherche et créer un protocoles de prise en compte effective des recommandations scientifiques, dont celles visant le bon état des écosystèmes…

### Concernant la protection[24]
Protéger les milieux et la biodiversité (avec un programme spécifique en outre-mer), via une « Trame bleu marine » qui serait l'extension sous-marine et marine de la Trame verte et bleue française (reliant notamment les estuaires entre eux). Ceci implique de délimiter les milieux sensibles (zones humides littorales, estuaires, mangroves, récifs coralliens, lagons, lagunes, lidos, estrans…). Lancer un plan « France-Estuaires 2015 » (urgent en Guyane). Le groupe propose un Parc marin à Mayotte, le classement en réserve fin 2010 de l’île Europa et de ses eaux territoriales… et en 2011 des îles Éparses, ainsi qu'un plan de gestion des mangroves et une « stratégie nationale de gestion durable et intégrée du domaine public maritime », un « Plan d’action national sur l’estran » (avec le conservatoire du littoral) et l'affectation d'une partie du DPM (domaine public maritime) au Conservatoire du littoral. Il faut aussi accélérer la réalisation de l’objectif du Tiers-sauvage à horizon 2020. Le groupe demande aussi un renforcement de la protection et restauration des espèces marines menacées, ainsi que la création et une meilleure gestion de sanctuaires marins (dans les Caraïbes notamment).
Retrouver le bon état écologique implique des moyens suffisants pour restaurer les milieux dégradés avant 2012, et pour mieux connaître les sources de pollutions et de pressions sur la mer. Le groupe propose que soit opérationnel en 2014 un Plan de mesures de maintien et rétablissement du bon état écologique des eaux marines (à atteindre en 2020) ; avec un objectif pour 2012 de diminution de – 40 % des flux de nitrate et phosphate) envoyés en mer. Ceci implique de mieux gérer et traiter le ruissellement et d'améliorer l'assainissement dans les bassins versants, en particulier sur les îles outre-mer. Le groupe propose aussi de lutter contre les macrodéchets flottants (en mer mais aussi dans les fleuves, ports…) et d'intégrer les impacts de la pollution sonore et de la pollution lumineuse dans la planification des activités marines et côtières, en encourageant des « réserves de ciel étoilé » protégeant l'environnement nocturne). 
Une stratégie nationale (incluant l'outre-mer) est nécessaire pour mieux observer et gérer le risque naturel (dérèglement climatique, érosion, submersion, tsunami : défense contre la mer ; compléter le système d’alerte tsunami.
Le groupe appelle à mieux prévenir et lutter contre les pollutions chroniques et accidentelles sur tous les bassins versants, dès l’amont et dans les ports, mieux appliquer les mesures existantes, accélérer les plans de prévention des risques (nombreux Seveso seuil-haut sur le littoral) et renforcer la sécurité en mer, la surveillance et traitement des épaves, et les moyens de détection (aériens et satellitaux), imposer le marquage des hydrocarbures (par ADN synthétique) avec une R&D appropriée. Il faut aussi intégrer la valeur des services écologiques et le coût de leur maintien, via une nouvelle approche de la compensation.

### Concernant l'aménagement
Le groupe 1 propose un aménagement plus qualitatif et au service de l'équilibre protection-développement, conçu à échelles biogéographique et territoriale appropriées aux enjeux (bassin versant/masses d'eau marines) ; en utilisant la règlementation existante et les Projets de territoire BAYLIMER. Il y a eu consensus pour mieux exploiter la loi littoral (relancer la désignation des espaces littoraux remarquables et la notion de capacité d’accueil du littoral et faire mieux appliquer la loi par les préfets et collectivités). Les SCOT et/ou PLU devraient intégrer un volet littoral avant (2015-2020). Développer des transports durables, atténuer l'impact des ports de plaisance et valoriser patrimoines marin et littoral sont d'autres propositions.

## Les ONG environnementales
La plupart étaient représentées par la fédération France Nature Environnement (FNE) qui avec plusieurs de ses associations-membres telle que Surfrider Foundation Europe s'est très impliquée, voulant contribuer à ce que des mesures concrètes permettent de lutter contre l’effondrement des ressources halieutiques, et pour intégrer les questions de biodiversité et d'impacts (environnementaux et en matière de sécurité en mer) des autoroutes de la mer.
Le 6 mai 2009, à la 3e réunion des Groupes de travail, les principales centrales syndicales CGT et CFDT ont avec FNE publié une position commune réclamant :
- la mise en œuvre de plans de gestion à long terme basés sur les principes du non-dépassement des capacités de renouvellement des stocks et de la conservation, voire de la restauration, du milieu marin ;
- un partenariat pêcheurs-scientifiques pour renforcer la connaissance et le suivi de la situation ;
- la préservation de la biodiversité et des écosystèmes associés aux pêcheries ;
- l’encouragement des circuits courts et la lutte contre les émissions de gaz à effet de serre ;
- le renforcement de la qualité sanitaire des produits de la pêche , notamment pour les enfants ;
- une meilleure traçabilité des produits ;
- l’écoconditionnalité des aides au secteur.

## Mise en œuvre: une ambition maritime pour la France
Le Grenelle de la mer a conduit la France à se doter d'une politique maritime véritablement intégrée, allant de la pêche au transport maritime en passant par la politique industrielle (développement des énergies marines, construction navale), l'exploration des grands fonds marins ou encore la protection du littoral et de l'environnement marin.
Le 16 juillet 2009, au Havre, le président de la République a annoncé les grandes orientations de cette nouvelle politique. Il a repris plusieurs mesures prioritaires faisant suite aux conclusions du Grenelle de la Mer :
- L'achèvement de la réforme portuaire et le lancement d'un programme d'investissements (plan de relance portuaire).
- Un moratoire sur les espèces pêchées les plus en danger, comme le thon rouge ou le requin taupe, et la demande par la France de faire inscrire cette espèce à l'annexe 1 de la CITES, afin d'en interdire le commerce international.
- le classement d'ici 2020 en aires marines protégées de 20 % des eaux de l'espace maritime français (second territoire maritime mondial derrière les États-Unis avec 11 millions de km2 dont seul 0,6 % est actuellement protégé).

Le président a aussi souligné le « potentiel prodigieux des énergies marines […] comme source d'énergies nouvelles entièrement renouvelables », citant comme exemples l'éolien offshore ou l'utilisation de la houle et des courants.
Pour faciliter leur développement et la recherche, il souhaite qu'IFREMER mette en place d'une « plate-forme technologique ».
Dans le cadre ainsi défini, le CIMER de décembre 2009 a adopté, sur la base des conclusions du Grenelle de la mer, la « Stratégie nationale pour la mer et les océans », qui fixe un programme d'actions pluriannuel pour la mer et le littoral.
Lors de la dernière réunion du comité national de suivi du Grenelle de la mer, en février 2011, Nathalie Kosciusko-Morizet, ministre chargée du Développement durable et de la Mer, annonçait que 2011 serait l'année de la mise en œuvre du Grenelle de la mer. Elle en définissait les quatre axes prioritaires : développement économique, connaissance, protection et gouvernance.
Outre l'achèvement de la réforme des grands ports maritimes en avril 2011, les principales mesures mises en œuvre ont été les suivantes :

### Développement économique
- développement des énergies marines renouvelables : lancement de la planification stratégique de l'éolien offshore, avec annonce d'un appel d’offres dès juillet 2011 sur les zones identifiées comme favorables, installation en 2012 d'une Plate-forme technologique des énergies marines renouvelables basée à Brest, France Énergies Marines.
- adoption d'une stratégie pour le développement de la filière navale (dotée de 100 millions d'euros via les investissements d'avenir) et mise en place d'un Conseil d'orientation de la recherche et de l’innovation pour la construction et les activités navales (CORICAN): la première mission du CORICAN a été de proposer des projets de R&D à moyen et à long terme s'inscrivant dans le cadre du programme relatif au « navire du futur » (un navire plus propre, plus sûr et plus économe en énergie et en émission de gaz à effet de serre et plus intelligent.
- lancement de la première autoroute de la mer Nantes/Gijon dès septembre 2010 (afin de favoriser le report intermodal de la terre vers la mer sur la liaison France/Espagne).
- Conduite sur 3 ans d’un appel à projets pour des « ports de plaisance exemplaires » (9 000 places créées à terme à flot et à sec, 1,7 million d’euros investis par l’État).
- Adoption d’une stratégie pour les grands fonds marins.

Le comité interministériel de la mer de juin 2011 à Guérande a ainsi adopté une stratégie nationale d'exploration des grands fonds marins : reprenant l'idée de Jean-Louis BORLOO selon laquelle « la mer est une nouvelle frontière », la France a déposé en 2012 auprès de l'AIFM (Autorité internationale des grands fonds marins) un premier permis d'exploration des grands fonds marins dans l'Atlantique.

### Connaissance, formation et sensibilisation
- mise en place d'une commission mer au sein d'AllEnvi (Alliance nationale de recherche pour l’Environnement), afin de mieux coordonner l'effort de recherche des différents instituts et centres de recherche français en matière maritime.
- création du Comité spécialisé pour la recherche marine, maritime et littorale (COMER), au sein du Conseil national de la mer et des littoraux (CNML)[35].
- établissement d'un tableau de bord de l'état des mers « françaises » et mise en place d'un observatoire national de la mer et du littoral (créé à partir de l'ancien observatoire du littoral).
- création au 1er janvier 2011 d'une école nationale supérieure maritime, grande école des métiers de la mer, implantée sur les sites des 4 anciennes écoles nationales de la marine marchande.
- ratification de la convention internationale du travail maritime (convention consolidée du 7 février 2006[36]).
- Lancement dès 2009 des journées de la mer, organisées par le ministère sur le modèle de la semaine du développement durable.

### Protection
- adoption d'une stratégie nationale de création d'aires marines protégées[37], avec un objectif de classer 20 % des eaux sous juridiction française en aires marines protégées avant 2020 (10 % avant 2012): pour cela, installation de 3 nouveaux parcs naturels marins, dans l’Océan Indien (Mayotte en 2010, îles Glorieuses en 2012) et dans le Golfe du Lion en 2011[38], mise à l'étude de 4 autres parcs (Golfe normando-breton, Martinique, Estuaires picards et bassin d'Arcachon), création du parc national des Calanques, dont 80 % de la superficie est en mer (2012)[39].
- classement du détroit international des Bouches de Bonifacio en zone maritime particulièrement vulnérable (ZMPV) par l'Organisation maritime internationale (OMI).
- expérimentation des « unités d'exploitation et de gestion concertée » (UEGC), en partenariat avec les pêcheurs, adoption d'un cadre réglementaire pour la protection des mammifères marins et d'un plan d'actions sur la pêche profonde (cf. infra).
- adoption d'une stratégie nationale de gestion du trait de côte en février 2012, à la suite de la remise du rapport d'Alain Cousin[40].
- adoption d'un plan d'actions sur les rejets de dragage portuaires et élargissement du groupe GEODE (Groupe d'Études et d'Observation sur le Dragage et l'Environnement)aux organisations non gouvernementales de protection de l'environnement.
- ratification de la convention internationale relative au démantèlement des navires (convention pour le recyclage sûr et écologiquement rationnel des navires, dite Convention de Hong Kong[41].
- mise en place de plans d'action pour le milieu marin[42], dans le cadre de la mise en œuvre de la [directive cadre stratégie pour le milieu marin] de l'Union européenne.

### Gouvernance et fiscalité
- création d'une fonction « garde-côtes », doté d'un centre opérationnel unique dès 2010.
- nomination d'un ambassadeur de plein exercice auprès de l'Organisation maritime internationale (OMI).
- réforme de l'administration maritime avec la création de 4 Directions interrégionales de la mer et de 3 directions de la mer outre-mer.
- mise en place d'un conseil national de la mer et des littoraux et d'un conseil supérieur des gens de mer (fusionnant le Conseil supérieur de l’Établissement national des invalides de la marine et le Conseil supérieur de la prévention des risques professionnels et du bien-être des gens de mer.
- réforme de l'Établissement national des invalides de la Marine (ENIM) en 2010.
- verdissement du droit de francisation des navires de plaisance (DAFN) en 2011, à la suite des conclusions du ComOp « Droits d'usage des mers, financement, fiscalité » .

En ce qui concerne la politique de démantèlement des navires en fin de vie, le député des Yvelines Pierre Cardo a remis en 2010 un rapport soulignant l'intérêt et la faisabilité d'une filière française de démantèlement des navires en fin de vie, sous réserve d'une forte implication du ministère de la Défense (Marine nationale). La CGT avait en 2009 proposé que la filière soit un Groupement d'intérêt public à gouvernance unique. Le secrétaire général de la Mer, en ce qui concerne l'implication de la Marine nationale, et les préfets de région littorale ont été missionnés en 2011 pour identifier les sites potentiels.
Enfin, en matière de protection du patrimoine maritime, Nathalie Kosciusko-Morizet a annoncé, le 25 août 2011 (lors d'un déplacement au phare des Îles Lavezzi en Corse), le transfert des principaux phares d'intérêt patrimonial, actuellement propriété de l'État (direction des Affaires maritimes), au Conservatoire du littoral, afin de « mieux valoriser ce patrimoine exceptionnel, notamment en l'ouvrant en public ». Huit premiers phares sont concernés dès 2012.
Le ministère chargé de la Mer (Commissariat général au développement durable) a publié en mars 2012 un rapport d'étape exhaustif sur la mise en œuvre du Grenelle de la mer. Une plaquette destinée au grand public a également été diffusée à l'occasion de l'édition 2011 du salon nautique de Paris et des Assises de l'économie maritime à Dunkerque.

## La nouvelle gouvernance de la mer
Pour porter cette nouvelle politique maritime, la gouvernance de la mer et du littoral a été entièrement réorganisée et modernisée.
Au niveau national, la loi Grenelle 2 prévoit la mise en place d'un Conseil national de la mer et des littoraux présidé par le Premier ministre ou le ministre chargé de la mer et l'adoption d'une stratégie nationale pour la mer et le littoral.
Le décret no 2011-637 du 9 juin 2011 relatif aux attributions, à la composition et au fonctionnement du Conseil national de la mer et des littoraux met en place ce nouveau conseil et lui confie le suivi de la mise en œuvre du Grenelle de la mer. Bâti sur les principes de la gouvernance du Grenelle (à cinq collèges), il reprend, dès son installation, les attributions de l'ancien comité national de suivi du Grenelle de la mer et de l'ancien conseil national du littoral.
Le décret no 2012-219 du 16 février 2012 relatif à la stratégie nationale pour la mer et le littoral et aux documents stratégiques de façade définit le cadre dans lequel sera élaborée la future stratégie nationale de la mer et le littoral, appelée à poursuivre la « stratégie nationale mer et océans » adoptée par le comité interministériel de la mer de décembre 2009. La ligne directrice de ce document sera la "gestion intégrée de la mer et du littoral".
Au niveau déconcentré, la gouvernance a été réorganisée à une échelle jugée plus pertinente pour la mise en œuvre de la politique maritime :
- la façade maritime en métropole : 4 ont été définis (Manche est/Mer du Nord, Nord Atlantique Manche ouest, Atlantique Sud, Méditerranée) ;
- le bassin maritime outre-mer (Sud océan Indien, Guadeloupe/Saint-Martin/Saint-Barthélémy, Martinique, Guyane, Saint-Pierre-et-Miquelon).

Les nouvelles directions interrégionales de la Mer et directions de la Mer ont été créées à cette échelle et sont chargées de l'animation du nouveau dispositif, sous l'autorité des préfets compétents.
Des conseils maritimes de façade et des conseils maritimes ultramarins assureront, pour chaque façade ou bassin maritime, la représentation des acteurs, sur le modèle du conseil national de la mer et des littoraux (les cinq collèges du Grenelle : État, élus, professionnels, syndicats et associations). Ils seront notamment chargés de préparer les futurs documents stratégiques de façade et de bassin, qui seront les déclinaisons de la politique nationale pour chaque façade/bassin maritime.

## Aspects Outre-mer
Avec environ 97 % du domaine maritime français, l'outre mer doit bénéficier d'efforts particuliers.
Une phase opérationnelle pour l’outre-mer était déjà entrée en vigueur avec l’installation le 6 février 2008 du comité opérationnel outre-mer (COMOP) du Grenelle de l'environnement, mais tous les acteurs sont convenus que la mer avait été insuffisamment traitée lors de ce grenelle.
L'outre-mer a été largement pris en compte dans la démarche du Grenelle de la mer et c'est outre-mer qu'a été créé dès 2010 le premier parc marin post-Grenelle, le parc naturel marin de Mayotte, suivi par celui des Glorieuses en 2012.
Un projet de coopération avec le gouvernement de la Polynésie française a été annoncé dès 2009 pour la zone du Pacifique Sud et a conduit le gouvernement local à adopter en 2010 une « Politique maritime pour la Polynésie française : vers une politique maritime intégrée » , portant le nom de Ruahatu.
Le Livre bleu de l'océan Indien , adopté en décembre 2011 à l'occasion du déplacement à La Réunion de Nathalie Kosciusko-Morizet, alors ministre chargée de la mer, est la première de ces stratégies maritimes déconcentrées (appelées par la loi Grenelle 2 « Documents stratégiques de bassin ») prévues par la nouvelle gouvernance de la mer.

## Les 18 ComOps et leurs propositions
Chaque comop devait produire un rapport contenant ses propositions de mesures concrètes pour décliner les 137 engagements du Grenelle de la mer.
Sept premiers rapports ont été rendus en avril 2010 par les ComOps suivants :
- COMOP 7 : Évaluation, études d'impact[47] ;
- COMOP 8 : Recherche et Innovation[48] ;
- COMOP 9 : formation, pluri-activités, social[49] ;
- COMOP 12 : Navire du futur[50] ;
- COMOP 13 : Pollutions marines[51] ;
- COMOP 17 : Transports maritimes[52] ;
- COMOP 18 : Plaisance[53].

Sept autres rapports ont été publiés en juin 2010.
- COMOP 2 : Démantèlement des navires[54] ;
- COMOP 4 : Sensibilisation, éducation, communication[55] ;
- COMOP 5 : Droit d’usage des mers, financement et fiscalité[56] ;
- COMOP 6 : Aménagement, protection et gestion des espaces littoraux[57]
- COMOP 10 : Port marchand du futur[58] ;
- COMOP 11 : Sédiments de dragage[59] ;
- COMOP 14 : Fonds macro déchets[60].

Le rapport sur l'Avenir des pêches profondes (ComOp 1 ) a été remis aux ministères concernés en juillet 2010. À l'issue de très nombreuses auditions d'experts et de longs mois d'échanges, le rapport propose de maintenir, en dépit de l'opposition de certaines ONG, l'activité de pêche profonde en l'encadrant davantage et en améliorant son suivi scientifique : sur cette base, le ministère chargé de l'écologie et celui chargé de la pêche maritime ont mis en œuvre à partir de 2011 un plan d'actions en 13 points, portant notamment sur le gel de l’empreinte écologique de cette pêcherie sur le fond des océans.
Enfin, le rapport de la mission parlementaire Fonctionnement du FIPOL et réparation a été remis en septembre 2010 et le dernier sur les Aires marines protégées (ComOp no 16) en décembre 2011.

## Critiques, réactions
Le Grenelle de la mer a suscité une mobilisation sans précédent de la société civile autour des questions maritimes. Si les conclusions ont été largement consensuelles, il y a eu au moins un sujet de dissensus (reconnu par le rapport général) pendant le Grenelle de la mer, à propos du rapport sur la pêche profonde :
- Le 31 août 2009, Louis Le Pensec, ancien ministre de la Mer, a démissionné de la présidence de la mission sur la pêche en eaux profondes qu’il avait accepté mi-juillet dans le cadre du Grenelle de la mer, au motif que « le sort de ces pêches est scellé », le gouvernement ayant selon lui, déjà pris sa décision en faveur de l'arrêt des pêches profondes, décision qu’il défendra devant l'Assemblée générale de l'ONU, les 17 et 18 septembre. Philippe Boennec a pris le relais et les conclusions de sa mission n'ont d'ailleurs pas conduit à interdire cette pêche mais à l'encadrer.
- Jean-Stéphane Devisse, du WWF, comme le cabinet du ministre chargé de l’Écologie, ont rappelé que la décision officielle n'était pas prise alors. Cependant, le WWF estime qu'il faut effectivement stopper cette pêche, alors que selon Christian Garnier, France Nature Environnement (FNE) se contenterait d'un encadrement plus ferme de ces pêcheries, avec arrêt du chalutage en zones sensibles.
- En 2009, Claire Nouvian, écologiste ambitionnant une vulgarisation scientifique relative aux grands fonds, lanceuse d'alerte sur la pêche illégale et la surpêche[64], Ambassadrice de l’Union internationale pour la conservation de la nature (UICN), fondatrice en 2004 de l'association Bloom, auteure des livres Abysses, succès mondial[non neutre], traduit en dix langues, et Le Dernier poisson du monde, parue chez Flammarion, en octobre 2009), a été nommée à la tête d'une mission visant à sensibiliser les acteurs de la pêche et de la mer sur l’importance de protéger les espèces menacées par les pêches profondes Futura-Sciences, Page consacrée à Claire nouvian. Ces espèces ne seraient pêchées que par 285 bateaux dans le monde [65](dont douze grands navires entre 16 et 46 mètres en France[66]), mais ce sont des navires hauturiers bien équipés.

### Les discours (pdf)
- Discours de Nathalie Kosciusko-Morizet aux Assises de l'économie maritime à Toulon, en novembre 2010 .
- Discours de Nathalie Kosciusko-Morizet aux Assises de l'économie maritime à Dunkerque, en novembre 2011 .